# Tursiops
Die Großen Tümmler (Tursiops) sind eine Gattung der Delfine (Delphinidae). Traditionell wurde die Art in zwei oder drei Arten unterteilt. 2011 wurde eine weitere Art beschrieben. Mittlerweile gilt die Systematik der gesamten Gattung als umstritten und ist Gegenstand aktueller Forschung.

## Verbreitung

Verbreitung der Gattung Tursiops

Der Große Tümmler bewohnt die tropischen, subtropischen und gemäßigten Regionen aller Ozeane und kommt auch in der Nordsee und im Mittelmeer vor. Der Indopazifische Große Tümmler ist dagegen vor allem in indopazifischen, tropischen Küstengewässern über dem Kontinentalschelf anzutreffen. Er kommt vom Roten Meer und der Ostküste Afrikas über den Indischen Ozean bis zum westlichen Pazifik vor. Der Burrunan-Delfin hat ein sehr kleines Verbreitungsgebiet an der Küste und in Lagunen im australischen Bundesstaat Victoria.

## Merkmale
Tursiops-Arten werden maximal 2,6 bis 4,10 Meter lang, Weibchen bleiben in der Regel etwas kleiner. Sie sind weitgehend einfarbig grau bis blaugrau gefärbt. Die Bauchseite ist in der Regel heller. Der Schnabel (Schnauze) ist in Relation zur Kopflänge kürzer als bei den Delphinus und Stenella-Arten. Die Melone ist gut ausgeprägt und durch eine Falte von der Schnauze abgesetzt. Die Finne  ist groß und sichelförmig.

## Systematik

### Geschichte
Der Große Tümmler galt lange Zeit als einzige Art der Gattung Tursiops. Erst seit 2001 wird der schon 1833 beschriebene Indopazifische Großer Tümmler allgemein als eigenständige Art anerkannt. Im Jahr 2011 kam schließlich der Burrunan-Delfin als dritte Art der Gattung hinzu. Die untersuchten Abschnitte seines Mitochondrien-Genoms unterscheiden sich aber um 5,5 und 9,1 Prozent von dem der beiden anderen Tursiops-Arten, das ist mehr als bei anderen Delfinarten, die in dieselbe Gattung gestellt werden, weswegen vorgeschlagen wurde, den Burrunan-Delfin mit dem Ostpazifischen Delfin (Stenella longirostris) in eine eigene Gattung Tursiodelphis zu stellen. Zusätzlich wurde Lahilles Großer Tümmler (T. gephyreus), der in Küstengewässern Argentiniens, Uruguays und Brasiliens, als eigene Art beschrieben. Historisch wurden T. gillii und T. nuuanu in den nordamerikanischen Küstengewässern beschrieben, mal als eigene Arten, mal als Unterarten von T. truncatus. Analysen betrachten nur T. nuuanu als Unterart des Gewöhnlichen Großen Tümmlers.
In weiten Teilen des Verbreitungsgebiets lassen sich zudem zwei unterschiedliche Ökotypen der Großen Tümmler beobachten. Eine Küstenform eine Hochsee-Form. In einer Untersuchung im nordwestlichen Atlantik von 2022 wurde die Hochsee-Form als T. truncatus festgelegt und die Küstenform als eigene Art Tamanends Großer Tümmler (T. erebennus) beschrieben.

### Aktuelle Systematik nach der Society for Marine Mammalogy
- Indopazifischer Großer Tümmler (T. aduncus)
- Tamanends Großer Tümmler (T. erebennus)
- Gewöhnlicher Großer Tümmler (T. truncatus)
  - Lahilles Großer Tümmler (T. t. gephyreus)
  - Östlich-tropischer Pazifischer Großer Tümmler (T. t. nuuanu)
  - Schwarzmeer-Tümmler (T. t. ponticus)
  - Gewöhnlicher Großer Tümmler (T. t. truncatus)

Quelle: Stand 2023
Darin nicht enthalten ist der Burrunan-Delfin (T. australis). Die IUCN unterscheidet bisher nur die Arten Gewöhnlicher Großer Tümmler (T. truncatus) und Indopazifischer Großer Tümmler (T. aduncus). Eine Umfassende Überarbeitung der Gattung Tursiops und die Beschreibung weiterer Arten und Unterarten, gelten als wahrscheinlich.

## Große Tümmler und Menschen

### Jagd
Große Tümmler werden insbesondere in Japan für den menschlichen Verzehr und für Delfinarien gefangen. Besonders bekannt wurde die alljährliche Delfin-Treibjagd der Stadt Taiji durch den Film Die Bucht aus dem Jahr 2009. Die Jagd gilt als grausam. Europäische Staaten sowie die USA haben die Jagd auf Tümmler bereits in der Mitte des 20. Jahrhunderts eingestellt. Dagegen verfangen sich Tümmler oft in Fischernetzen und ertrinken; auf diese Weise sterben weit mehr Tümmler als durch aktive Bejagung.

### Bekannte Große Tümmler
Einige Große Tümmler erlangten besondere Bekanntheit.
- Fuji (* 1970; † 1. November 2014); Verlor bei einem Unfall 75 % ihrer Schwanzflosse und erhielt im  Okinawa-Churaumi-Aquarium eine künstliche Schwanzflosse
- Winter (* ca. Oktober 2005; † 11. November 2021 in Clearwater (Florida)); verlor ihre gesamte Schwanzflosse. Ihre Geschichte wurde verfilmt: Mein Freund der Delfin und Mein Freund der Delfin 2
- Tião; war zutraulich und wurde von Menschen unsachgemäß behandelt. 1994 tötete er einen Mann und verletzte weitere, was ihm den Spitznamen killer dolphin einbrachte.[10]